# Jim Chones
James Bernett "Jim" Chones (ur. 30 listopada 1949 w Wisconsin) – amerykański koszykarz, występujący na pozycjach skrzydłowego oraz środkowego, mistrz NBA z 1980 roku, obecnie komentator radiowy spotkań Cleveland Cavaliers.

## Osiągnięcia
NCAA
- 2-krotny uczestnik rozgrywek NCAA Sweet Sixteen (1971, 1972)
- Zaliczony do:
  - I składu All-American (1972)[2]
  - Galerii Sław Sportu uczelni Marquette (2004)[3]

ABA
- Zaliczony do składu I składu debiutantów ABA (1973)[4]

NBA
- Mistrz NBA (1980)[1]

Reprezentacja
- Uczestnik igrzysk panamerykańskich (1971 – 7. miejsce)[5]

Inne
- Zaliczony do Galerii Sław Sportu Cleveland – Greater Cleveland Sports Hall of Fame (2002)